# 누가 누가 잠자나
누가 누가 잠자나는 목일신이 작사, 박태현이 작곡한 동요이다.

## 개요
박태현이 1936년에 숭실전문학교 시절 당시에 만든 곡이다. 모두 3절로 되어 있다. 4분의 4박자로 된 바장조의 곡이며, 한도막형식이다. 일제시대였던 1930년대에 동요가창이 하용되었을 때 널리 보급된 동요 중 하나이다.